# Roatán (gemeente)
Roatán (uit het Nahuatl: "Plaats van vrouwen") is een gemeente (gemeentecode 1101) in het departement Islas de la Bahía in Honduras.
De gemeente wordt gevormd door het zuidwestelijke deel van het eiland Roatán. De hoofdplaats van de gemeente, Coxen Hole, is tevens hoofdplaats van het departement.

## Bevolking
De bevolking is als volgt verdeeld:
| Vrouwen | 23.696 | 51,4% |
| Mannen  | 22.437 | 48,6% |

## Dorpen
De gemeente bestaat uit negen dorpen (aldea), waarvan het grootste qua inwoneraantal: Roatán (code 110101) en French Harbor (110106).